# InuYasha: Kuroi Tessaiga
Kuroi Tessaiga (黒い鉄砕牙?  Tessaiga negra) es la última OVA de InuYasha, lanzada el 30 de julio del 2008, y alberga del tomo 51 los capítulos del dos al seis. Fue estrenada en el evento “It's a Rumic World”, y trata de la feroz batalla librada entre InuYasha y su hermano Sesshōmaru.

## Argumento
Se revela a Sesshōmaru, el cual acaba de destruir a Shishinki, recordando una conversación con Tōtōsai. De pronto aparece Byakuya, el cual irrita a Sesshomaru, pero antes de irse termina entregándole una flor blanca, que al desarmarse revela un fragmento del espejo de Kanna.
En otro lugar se encuentra el grupo de InuYasha, con la compañía del grupo de Sesshomaru (Jaken, Ah-Un, Rin y Kohaku). Sesshomaru regresa al grupo. Hay un flashback con Kanna siendo destruida por un ataque junto con el espejo demonio que ella invocó. Sesshomaru sorprende a todos sacando a Tenseiga. De repente, se escucha la voz de Naraku. Sesshomaru reta a duelo a InuYasha.
Sesshomaru ataca a InuYasha, el cual esquiva el ataque y saca a Tessaiga, pero extrañamente Tenseiga toma la forma de esta, Byakuya aparece de nuevo, vuelve a ver un flashback con Kanna, mientras Byakuya habla. Byakuya crea un círculo alrededor de Sesshomaru e InuYasha, que se transforma en una burbuja alrededor de ellos, y flota en el aire. El resto del grupo no puede ver u oír lo que está pasando con los hermanos. Byakuya desaparece. La burbuja está llena de demonios y veneno, en ella la batalla entre los dos continua, Byakuya los puede observar gracias a su ojo, el cual está dentro de la burbuja, que tiene apariencia de un monstruo volador pequeño, así Byakuya informa también a Naraku de lo que sucede, el cual está hecho pedazos en una esfera llena de veneno.
Fuera de la esfera, Totosai aparece ante el grupo, luego de enterarse, golpea a su vaca y esta muestra una proyección, por sus ojos, de lo que está pasando en la esfera. Se revela que InuYasha se ha transformado en bestia, aunque parece estar consciente. Sesshomaru lo ataca con el Meidou Zangetsuha, dejándolo atrapado en él. Sesshomaru aprovecha y lanza a Tenseiga dentro del Meidou. Tessaiga cambia, tomando una apariencia escamosa, y un gran remolino rojo aparece detrás de InuYasha.
InuYasha hace frente al remolino y lo golpea con Tessaiga, el remolino rojo comienza a crecer. Totosai le dice al resto del grupo que para que Tenseiga y Tessaiga alcancen su máximo potencial tienen que trabajar juntas. InuYasha, de repente, es golpeado por Tensaiga sin nadie manejándola. Aparece otro flashback con la muerte de Kanna. Sesshomaru aparece para detener a la espada, pero ve a Naraku en ella. InuYasha aún es demonio y tiene fragmentos en la espalda, y rompe a Tenseiga en dos. Tessaiga comienza a brillar de un color amarillo, el cual se esparce en InuYasha, regresándolo a la normalidad. Entonces, Tessaiga se vuelve negra, pero InuYasha se desmaya, por el veneno de los fragmentos que tiene incrustados. Sesshomaru lo ayuda a despertar.
InuYasha despierta para ver a Sesshoumaru, quien le explica lo de la Tessaiga negra. Ambos están siendo arrastrados hacia un gran agujero negro en la esfera. Mientras son succionados, InuYasha ve una pequeña franja de luz y escucha a Kagome llamándole y corta la franja, liberando a los dos hermanos del vacío, y desmayándose en el proceso. Mientras la esfera desaparece, Totosai se da cuenta de que algo pequeño cae de ella.
InuYasha despierta al lado de Kagome y le explica lo que paso. Rin toma lo que queda de Tenseiga (que es lo que cayó) y se va junto a Sesshomaru, al cual lo sigue su grupo.

## Lanzamiento
La OVA salió a la venta el 29 de enero de 2010 en Japón, junto con un DVD Box llamado "It's a Rumic World", en el cual aparecían aparte de la OVA de InuYasha, un corto de Ranma ½ llamado "Akumu! Shunminkō" y otra animación de Urusei Yatsura.
Esta OVA puede verse en el capítulo 15 de InuYasha Kanketsu-hen, ya que la animación fue utilizada para dicho episodio.